# Pectus
Pectus (z łac. „pierś”) – polski zespół pop-rockowy utworzony w 2005 roku w Rzeszowie. Muzycy wybrali łacińską nazwę dla zespołu, gdyż kojarzy się z „siłą woli, hartem ducha i uporem w dążeniu do celu”.

## Historia
Grupa zawiązała się wiosną 2005 roku w Rzeszowie. Członkowie zespołu, bracia Szczepanikowie, pochodzą z Bogoniowic, sąsiadujących z Ciężkowicami i Kąśną Dolną (z domem pianisty i premiera Ignacego Paderewskiego) koło Tarnowa. W maju 2006 wygrali z utworem „Spacer” na Carpathia Festival 2006 organizowanym w Rzeszowie. W tym samym miesiącu byli gośćmi muzycznymi w programie telewizyjnym TVN Kuba Wojewódzki. W sierpniu 2006 zajęli drugie miejsce w corocznym konkursie Przebojem na Antenę w Hajnówce, w nagrodę otrzymali czek w wysokości 2500 zł.

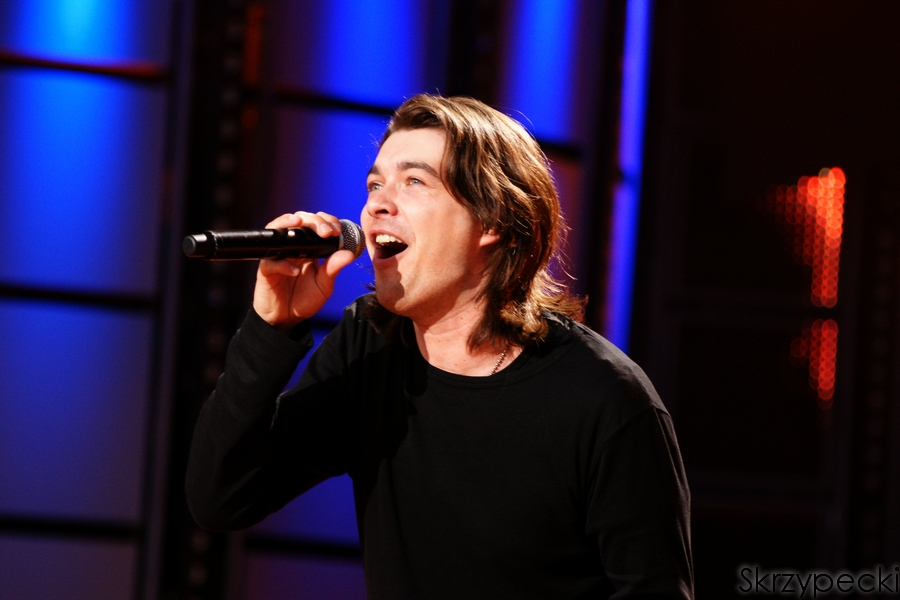
Tomasz Szczepanik podczas 46. KFPP w Opolu

Na początku stycznia 2007 nowym klawiszowcem grupy został Adrian Adamski, który zajął miejsce Romana Kielara. 10 stycznia zespół zakończył prace nad minialbumem, na którym znalazło się pięć utworów. Materiał nagrali w studiu Spaart w Boguchwale pod okiem Jacka Młodochowskiego. Gościnnie na płycie zagrali Zbigniew Jakubek oraz Wojciech Horny. W kwietniu zostali ogłoszeni uczestnikami konkursu „Debiuty” podczas 44. Krajowym Festiwalu Piosenki Polskiej w Opolu.
W marcu 2008 z zespołu odeszli gitarzysta Witold Paśko oraz perkusista Jacek Augustyn Pacześniak. W czerwcu Pectus wydał teledysk do utworu „To, co chciałbym Ci dać”, zrealizowany na Mierzei Helskiej. Z piosenką zakwalifikowali się do 45. Sopot Festivalu 2008. W sierpniu, głosami jury, wygrali w polskim półfinale Sopot Festival i reprezentowali Polskę w konkursie międzynarodowym. Ponadto grupa otrzymała Słowika Publiczności. W październiku wystąpili na koncercie charytatywnym „Dajemy siebie innym – Dzień Kotana 2008”, podczas którego wykonali „Miłość to film” oraz „To, co chciałbym Ci dać”.
W styczniu 2009 gitarzystą grupy został Damian Kurasz, który od 2008 występował na koncertach zespołu. Wkrótce potem nakładem QL Music wydali singel „Jeden moment”. W lutym zaprezentowali debiutancki album, zatytułowany Pectus, na którym umieścili 11 utworów autorstwa wokalisty zespołu, Tomasza Szczepanika. Płytę nagrali w Underground Studio z realizatorem Leszkiem Wojtasem, natomiast producentem albumu został Jarosław Kidawa.
Opinia Tomasza Szczepanika o utworach na płycie:

Materiał w pełni odzwierciedla charakter, klimat i wrażliwość, jaką prezentuje zespół. Trochę to trwało, ale dzięki temu utwory zawarte na płycie są wynikiem naszych świadomych decyzji. Czasem musieliśmy walczyć o tożsamość artystyczną zespołu, teraz wiemy, że było warto.

W marcu utwór „Jeden moment” zdobył tytuł „Super Hitu” w programie TVP2 Hit Generator. 12 czerwca z piosenką „Życie na dystans” zdobyli trzecie miejsce w konkursie „Premier” na 46. KFPP w Opolu. 22 sierpnia na 46. Międzynarodowym Sopot Festival odebrali złotą płytę za swój debiutancki album.

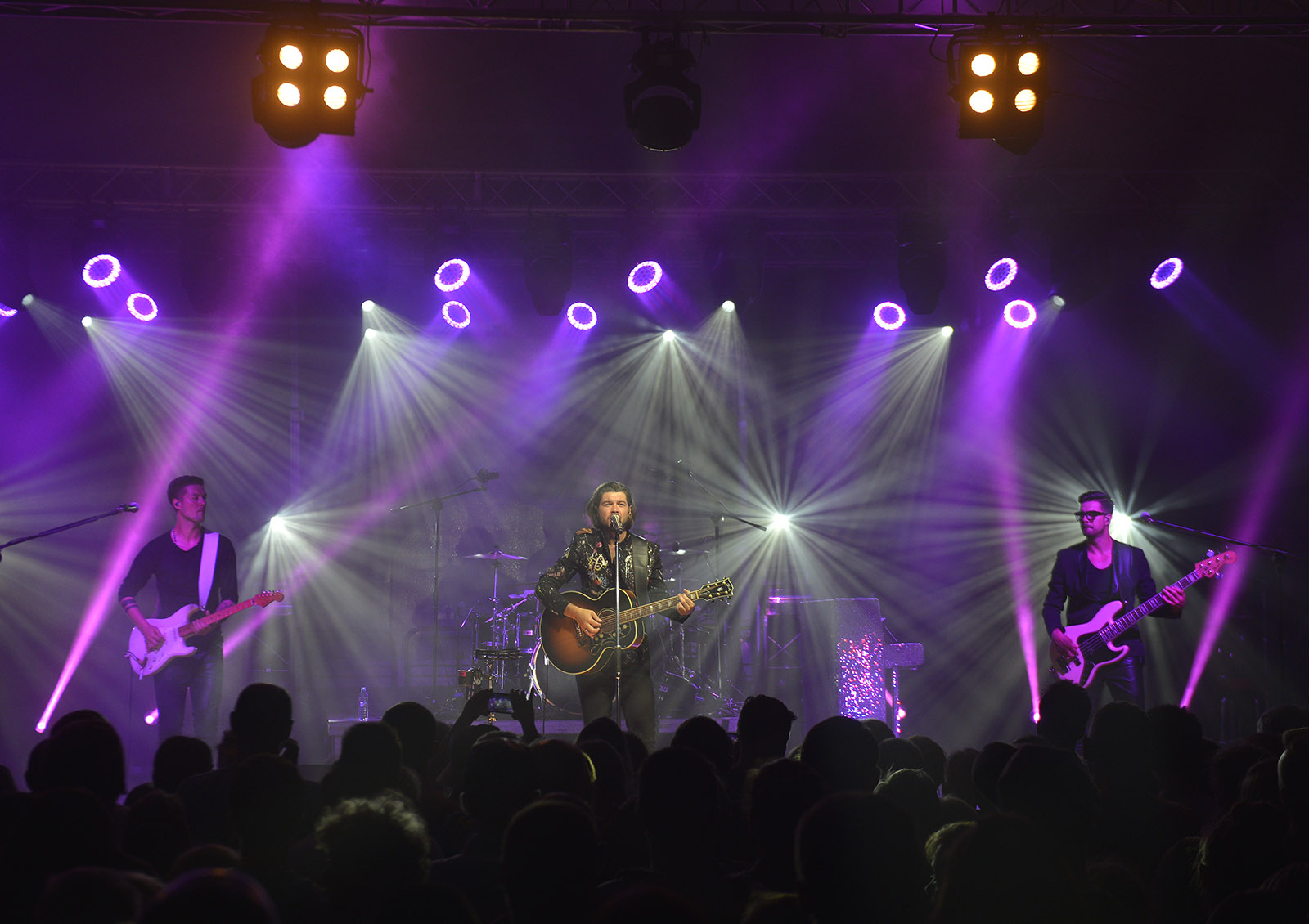
Pectus na koncercie w Bielsku-Białej (2017)

We wrześniu 2010 wydali drugi album studyjny pt. Stos Praw, który promowali singlem „Oceany”. W październiku 2011 doszło do rozłamu w zespole. Od października 2011 grupę tworzą bracia Szczepanikowie. W maju 2012 zadebiutowali w nowym składzie singlem „Dla Ciebie”. 5 lutego 2013 wydali nakładem Sony Music Entertainment Poland album pt. Siła braci, na którym umieścili piosenki autorstwa Tomasza Szczepanika. Płytę promowali singlem „Szkoła marzeń”, do którego zrealizowali teledysk w reżyserii Jacka Majewskiego. 8 czerwca 2013 z piosenką „Barcelona” trafili do dziesiątki największych przebojów 2012 i zostali zaproszeni na Sopot Top Trendy 2013. 15 czerwca 2013 wystąpili w 50. Festiwalu Piosenki Polskiej w Opolu, gdzie odebrali dwie Superjedynki za wygraną w kategoriach „Super Zespół” i „Super Występ”. 11 sierpnia zdobyła nagrodę za najlepszy występ (wykonując utwór „Barcelona”) podczas koncertu Lata ZET i Dwójki w Toruniu.
W 2014 ukazał się album Kalendarz Dżentelmeni, zawierający kompozycje Tomasza Szczepanika, które zaśpiewali znani polscy aktorzy, tj. Robert Więckiewicz, Piotr Polk, Danuta Stenka, Małgorzata Kożuchowska, Paweł Małaszyński, Agnieszka Grochowska, Maciej Musiał i Antoni Królikowski.
Byli członkowie grupy (m.in. Damian Kurasz) graja pod nazwą „Groove Section” i występują między innymi wraz z Michałem Szpakiem.

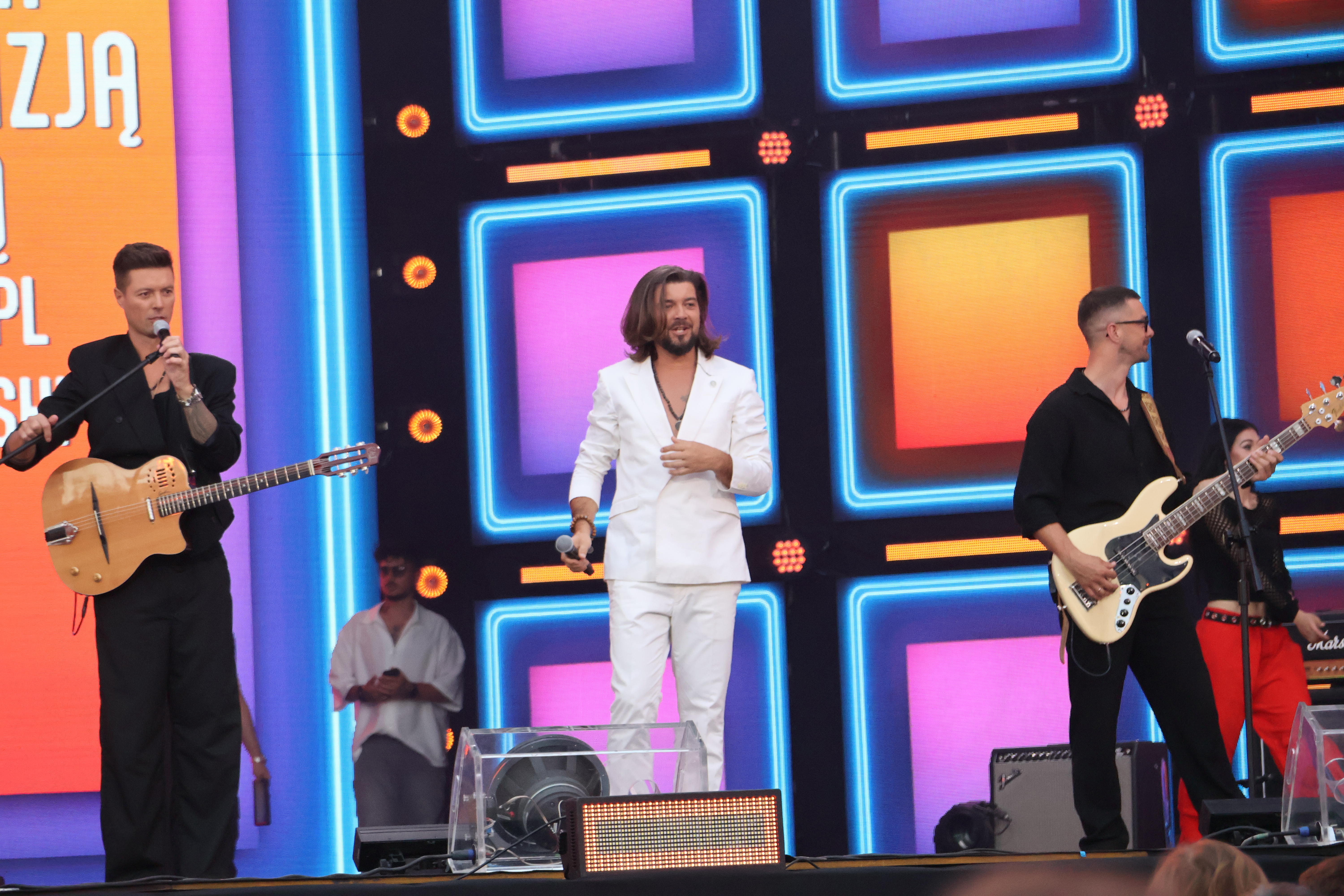
Pectus podczas koncertu Lato z Radiem i Telewizją Polską (Chorzów), 2025

Lider zespołu Tomasz Szczepanik znalazł się wśród członków jury czwartej edycji programu TVP2 The Voice Senior. Na przełomie marca i kwietnia 2023 ukazał się pożegnalny teledysk grupy Vox z gościnnym udziałem gwiazd polskiej estrady w tym m.in. zespołu Pectus.

## Muzycy

### Skład zespołu
- Tomasz Szczepanik – gitara akustyczna, fortepian, wokal,
- Marek Szczepanik – perkusja, instrumenty perkusyjne, chórek,
- Mateusz Szczepanik – gitara basowa, gitara akustyczna, chórek,
- Maciej Szczepanik – gitara elektryczna i akustyczna, chórek.

### Byli członkowie
- Bartek „Skiming” Skiba – gitara basowa,
- Adrian Adamski – instrumenty klawiszowe,
- Grzegorz „Buniek” Samek – gitara,
- Rafał Inglot – perkusja,
- Damian Kurasz – gitara,
- Roman Kielar – instrumenty klawiszowe,
- Aleksander Fudali – perkusja,
- Witold Paśko – gitara,
- Jacek Augustyn Pacześniak – perkusja.

## Dyskografia
| Rok  | Tytuł                                                                | Pozycja na liście | Certyfikat ZPAV |
| Rok  | Tytuł                                                                | POL               | Certyfikat ZPAV |
| ---- | -------------------------------------------------------------------- | ----------------- | --------------- |
| 2009 | Pectus - Data: 27 lutego 2009 - Wydawca: QL Music                    | 5                 | - złota płyta   |
| 2010 | Stos Praw - Data: 24 września 2010 - Wydawca: QL Music               | 33                |                 |
| 2013 | Siła braci - Data: 5 lutego 2013 - Wydawca: Sony Music               | 16                | - złota płyta   |
| 2015 | Kobiety - Data: 13 listopada 2015 - Wydawca: Grash Music             | 9                 |                 |
| 2016 | Kolędy przy kominie - Data: 25 listopada 2016 - Wydawca: Agora       | 9                 | - złota płyta   |
| 2018 | Akustycznie - Data: 6 kwietnia 2018 - Wydawca: Polskie Radio         | 25                |                 |
| 2019 | Kobiety/Wojciech Młynarski - Data: 8 listopada 2019 - Wydawca: Agora | –                 |                 |

| 2008                           | „To, co chciałbym Ci dać”                             | 5  | 8  | 1 | – | Pectus                     |
| 2009                           | „Jeden moment”                                        | –  | 1  | 2 | – | Pectus                     |
| 2009                           | „Życie na dystans”                                    | –  | 4  | – | – | Pectus                     |
| 2009                           | „Jedna z pierwszych gwiazd”                           | –  | –  | – | – | singel świąteczny          |
| 2010                           | „Oceany”                                              | 4  | 2  | – | 1 | Stos Praw                  |
| 2010                           | „Motyle”                                              | –  | 8  | – | – | Stos Praw                  |
| 2011                           | „Tańczę z nią”                                        | –  | –  | – | – | Stos Praw                  |
| 2012                           | „Dla Ciebie”                                          | –  | –  | – | – | Siła braci                 |
| 2012                           | „Barcelona”                                           | 46 | –  | – | 1 | Siła braci                 |
| 2013                           | „Szkoła marzeń”                                       | –  | –  | – | 4 | Siła braci                 |
| 2013                           | „Jak daleko a jak blisko”                             | –  | –  | – | – | Siła braci                 |
| 2015                           | „Nowy Jork, jazz i styl” (gościnnie: Urszula Dudziak) | –  | –  | – | – | Kobiety                    |
| 2015                           | „Między słowami” (gościnnie: Patrycja Markowska)      | –  | –  | – | – | Kobiety                    |
| 2017                           | „Iluzja”                                              | –  | –  | – | – | Akustycznie                |
| 2018                           | „Do góry nogami” (gościnnie: Pawlik)                  | –  | –  | – | – | Akustycznie                |
| 2018                           | „Smak zwycięstwa”                                     | –  | –  | – | – | –                          |
| 2019                           | „Najlepiej być w podróży” (gościnnie: Kasia Popowska) | 70 | 3  | – | – | Kobiety/Wojciech Młynarski |
| 2019                           | „Głowę noś do góry” (gościnnie: Kasia Cerekwicka)     | –  | 13 | – | – | Kobiety/Wojciech Młynarski |
| 2020                           | „Przejazdem” (gościnnie: Kayah)                       | –  | –  | – | – | Kobiety/Wojciech Młynarski |
| „–” pozycja nie była notowana. |                                                       |    |    |   |   |                            |